# Jiřina Nekolová
Jiřina Nekolová (Praga, Tchecoslováquia, 30 de dezembro de 1931 – Kolín, República Tcheca, 25 de maio de 2011) foi uma patinadora artística tcheca, que competiu no individual feminino representando a Tchecoslováquia. Ela conquistou uma medalha de bronze em campeonatos mundiais e disputou os Jogos Olímpicos de Inverno de 1948 terminando na quarta posição.

## Morte
Jiřina faleceu em maio de 2011, aos 79 anos.

## Principais resultados
| Resultados                                            | Resultados    | Resultados        | Resultados    | Resultados    | Resultados    | Resultados    | Resultados    | Resultados    | Resultados    | Resultados    | Resultados    | Resultados    |
| Internacional                                         | Internacional | Internacional     | Internacional | Internacional | Internacional | Internacional | Internacional | Internacional | Internacional | Internacional | Internacional | Internacional |
| Evento/Temporada                                      | 1946– 1947    | 1947– 1948        | 1948– 1949    | 1949– 1950    |               |               |               |               |               |               |               |               |
| ----------------------------------------------------- | ------------- | ----------------- | ------------- | ------------- | ------------- | ------------- | ------------- | ------------- | ------------- | ------------- | ------------- | ------------- |
| Jogos Olímpicos                                       |               | 4.ª               |               |               |               |               |               |               |               |               |               |               |
| Campeonato Mundial                                    | 10.ª          | Medalha de bronze | 4.ª           | 8.ª           |               |               |               |               |               |               |               |               |
| Campeonato Europeu                                    | 5.ª           | 4.ª               | 4.ª           |               |               |               |               |               |               |               |               |               |
|                                                       |               |                   |               |               |               |               |               |               |               |               |               |               |
| Legenda: Competição não foi disputada nesta temporada |               |                   |               |               |               |               |               |               |               |               |               |               |